# Plàtan comú
|  | Aquest article tracta sobre l'híbrid denominat Planatus x hispanica. Vegeu-ne altres significats a «plàtan». |

El plàtan comú (Platanus x hispanica) és una espècie d'angiosperma de la família de les platanàcies (Platanaceae). Es el fruit de la hibridació de dues espècies, una d'americana (Platanus occidentalis) i una d'oriental (Platanus orientalis).
És un arbre caducifoli molt resistent i de poca exigència, encara que és recomanable plantar-lo en lloc amb molt espai per al seu correcte creixement, tolera molt bé els terres calcaris.

## Característiques
Els plataners a una edat madura desprenen sovint plaques fines de la seva escorça que donen al tronc un aspecte clapejat, té un tronc llis de tons verdosos i grisencs, pot assolir alçades de fins a 40 metres amb gran copa ramificada que proporciona una ombra densa.
Les fulles són grans d’una extensió d'uns 12-30 cm, palmades, amb cinc lòbuls ovat-triangulars sencers i de vegades dentats (de vegades tres) i amb un pecíol llarg eixamplat a la base en forma de pipa (o de didal). Els nervis principals de la fulla depenen de la quantitat de lòbuls que hi hagi, en la seva joventut estan cobertes per una fina pelussa.
Té les flors reunides en aments esfèrics i unisexuals, i el fruit en poliantocarp emplomallat, reunit en glòbuls d'uns 4 cm de diàmetre. Fructifica a la tardor.
Es considera l'encreuament entre una espècie americana (Platanus occidentalis) i una d'oriental (Platanus orientalis), si bé per la seva major semblança amb aquesta última hi ha experts que consideren que en pot ser una varietat.

## Usos
La fusta de plataner és una fusta tova però molt apreciada. Al nord-est de Catalunya, excepcionalment, és una espècie forestal aprofitada per la fusta.
Ha estat molt emprat com a arbre ornamental, sobretot en l'arbrat d'alineació (al llarg de carrers i carreteres) i també en parcs i fonts. En alguns llocs es troba subespontani en boscos de ribera.
Una notable plantació de plàtans es troba al Parc de la Devesa de Girona.

## Noms comuns
Platanus x hispanica és un arbre freqüent als Països Catalans i rep diversos noms en català: plàtan, plàtan d'ombra, plataner, plataner d'ombra, platana, plàtano, platatxuller, platero.

## Etimologia
Platanus procedeix del mot grec "platans", mentre que hispanica és el femení de l'epítet llatí hispanicus, perquè va ser publicat per primera vegada a Hausvater el 1770 on va ser descrita com una espècie cultivada a Espanya.

## Fenologia

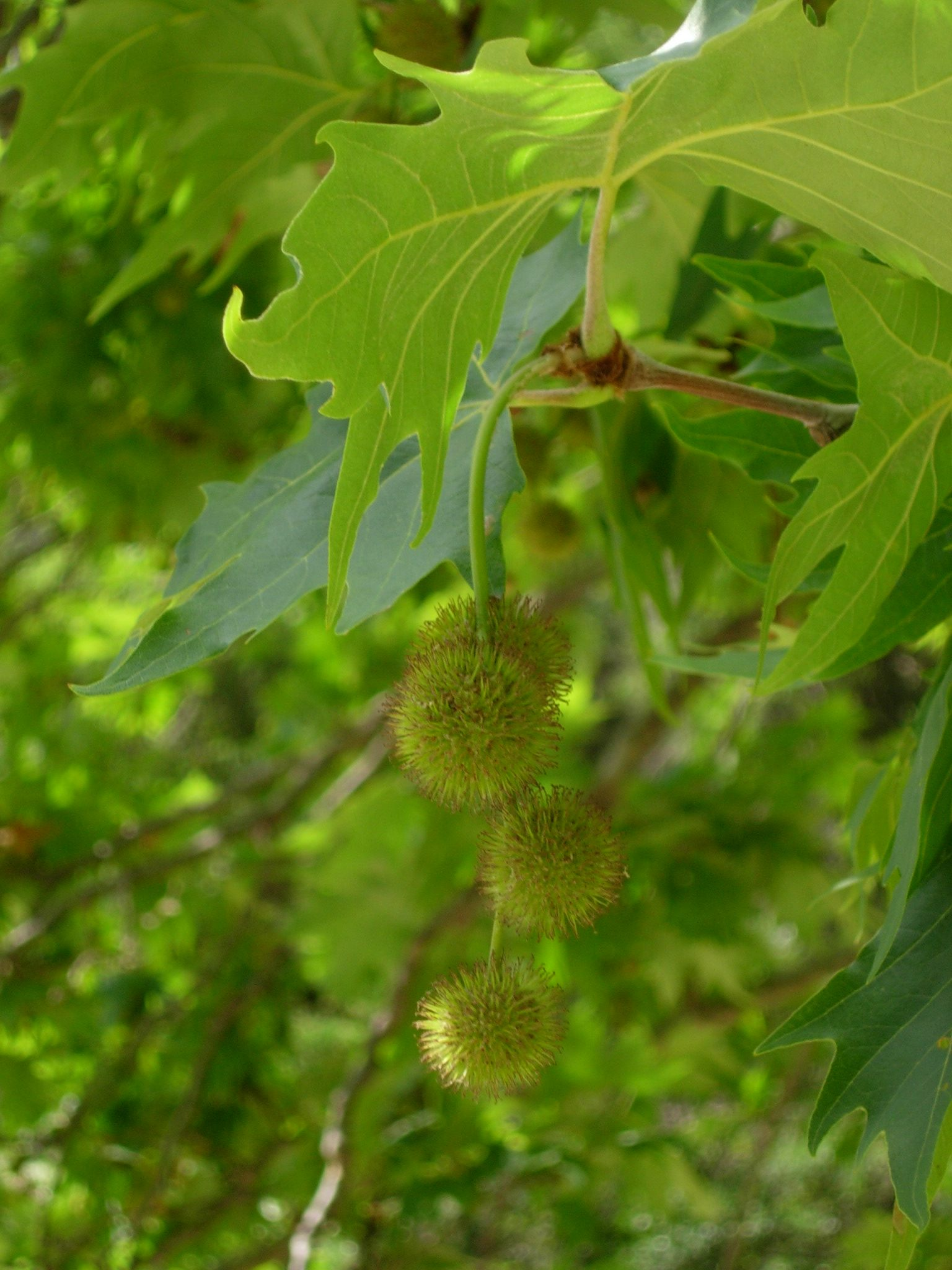

Floreix a la primavera en forma d'unes infructescències poliantocarp vermelloses d'uns 25-30 mm, agrupades normalment en un nombre d'1 a 3 per peduncle. En aquesta època de l'any a causa de la florida moltes persones tenen problemes d'al·lèrgies per causa del pol·len que escampen aquestes infructescències.

## El plàtan a Barcelona

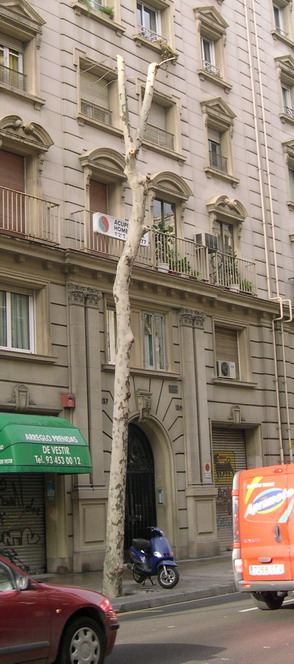
Plàtan acabat de podar al carrer de València, a l'Eixample de Barcelona. Observeu que la severitat de la poda gairebé només ha deixat el tronc. Malgrat això, l'arbre quasi sempre torna a treure brots nous amb força

L'any 2004, dels 155.541 arbres d'alineació que hi havia a Barcelona, 54.354 eren plàtans, si bé aquesta espècie té un creixement ràpid i una gran amplitud que li impedeixen desenvolupar-se adequadament a la majoria de carrers de la ciutat. Això obliga a podes severes que debiliten els arbres i els ocasionen podridures, i faciliten l'entrada d'infeccions (xancre i oïdi, principalment). A més, té una pol·linització anemòfila i produeix una gran quantitat de pol·len que causa al·lèrgies a una part de la població.
Per això actualment va sent substituït per altres espècies que es consideren més adients. Només en voreres amples (de més de 6 m), en què hi ha espai suficient perquè puguin desenvolupar-se correctament, es mantenen els plàtans. A més, bona part dels carrers amb voreres amples són vies emblemàtiques com la Gran Via de les Corts Catalanes, el Passeig de Gràcia o la Rambla, amb una imatge molt lligada als seus plàtans i que es vol conservar.
Als carrers dels districtes de l'Eixample i Sant Martí, tradicionalment ocupats per plàtans gairebé en monocultiu, l'arbre que l'està substituint és el lledoner (Celtis australis) a les voreres d'entre 3,5 i 6 m d'amplada (les voreres de la gran majoria de carrers d'aquests districtes tenen 5 m d'ample), i la prunera vermella (Prunus cerasifera) a les més estretes. La substitució d'espècies es fa principalment aprofitant la reposició d'arbres morts.

## Un plàtan monumental: la Lloca de Canals
La Lloca és un plàtan plantat a Canals (la Costera, País Valencià) el 1914, al bell mig de la vila, a la plaça del Pont del Riu. L'arbre ha esdevingut un arbre monumental per les seues dimensions gegantines, per la seua edat i per la seua situació.
Així, s'ha convertit en un dels símbols més importants de Canals. La seua fulla i fruit són el símbol de la formació política independent Gent de Canals. També dona nom al Taller Ocupacional Local. L'Associació Canalina per la Defensa del Medi Ambient (ACDEMA), també se subtitula "La Lloca". Per acabar, el Centre Social Autogestionat obert el 2008 per part de l'Escarot, l'Assemblea de Joves de La Costera (CAJEI), al Carrer de València, 11, també rep eix nom: CSA "La Lloca".

## Taxonomia
Platanus x hispanica va ser descrita per Otto von Münchhausen en Hausvater 5: 229 (1770) 

### Sinònims homotípics
Platanus × acerifolia var. hispanica (Mill. ex Münchh.)
Platanus occidentalis var. hispanica (Mill. ex Münchh.) 
Platanus orientalis var. hispanica (Mill. ex Münchh.) 

### Sinònims heterotípics
Platanus × hispanica var. pyramidata (Wesm.) Vigouroux ex Geerinck
Platanus orientalis var. pyramidata Wesm.
Platanus orientalis var. variegata Wesm.
Platanus orientalis f. cuneata (Willd.) Rech.f.
Platanus × acerifolia var. kelseyana (Jaennicke) C.K.Schneid.
Platanus × acerifolia var. suttneri (Jaennicke) C.K.Schneid.
Platanus × acerifolia var. cantabrigensis (A.Henry) 
Platanus × parviloba A.Henry
Platanus × cantabrigensis A.Henry
Platanus acerifolia f. pyramidalis (Bolle ex Jankó) C.K.Schneid.
Platanus × acerifolia f. suttneri (Jaennicke) C.K.Schneid.
Platanus × dubia E.H.L.Krause
Platanus occidentalis var. pyramidalis (Bolle ex Jankó) Jaennicke
Platanus occidentalis var. suttneri Jaennicke
Platanus occidentalis var. kelseyana Jaennicke
Platanus orientalis f. pyramidalis (Wesmael) Bolle ex Jankó
P Platanus orientalis var. pyramidalis Wesmael
Platanus orientalis f. vitifolia (Spach) K.Koch
Platanus vulgaris var. acerifolia (Willd.) Spach
Platanus vulgaris var. flabellifolia Spach
Platanus vulgaris var. vitifolia Spach
Platanus orientalis var. cuneata (Willd.) Loudon
Platanus × cuneata Willd.
Platanus × acerifolia (Aiton) Willd.
Platanus orientalis var. acerifolia Aiton

## Galeria

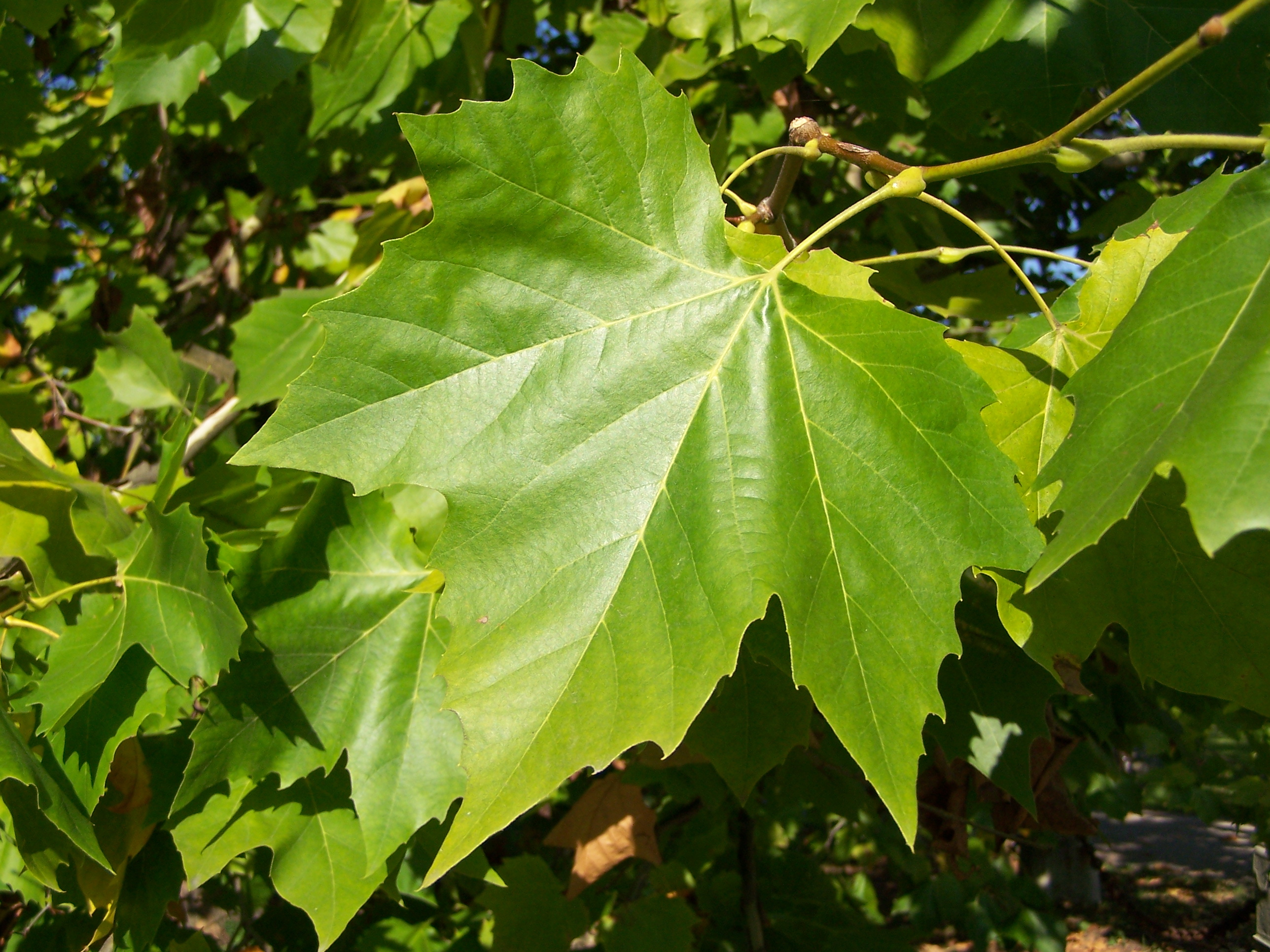
Fulla, amb cinc lòbuls punxeguts
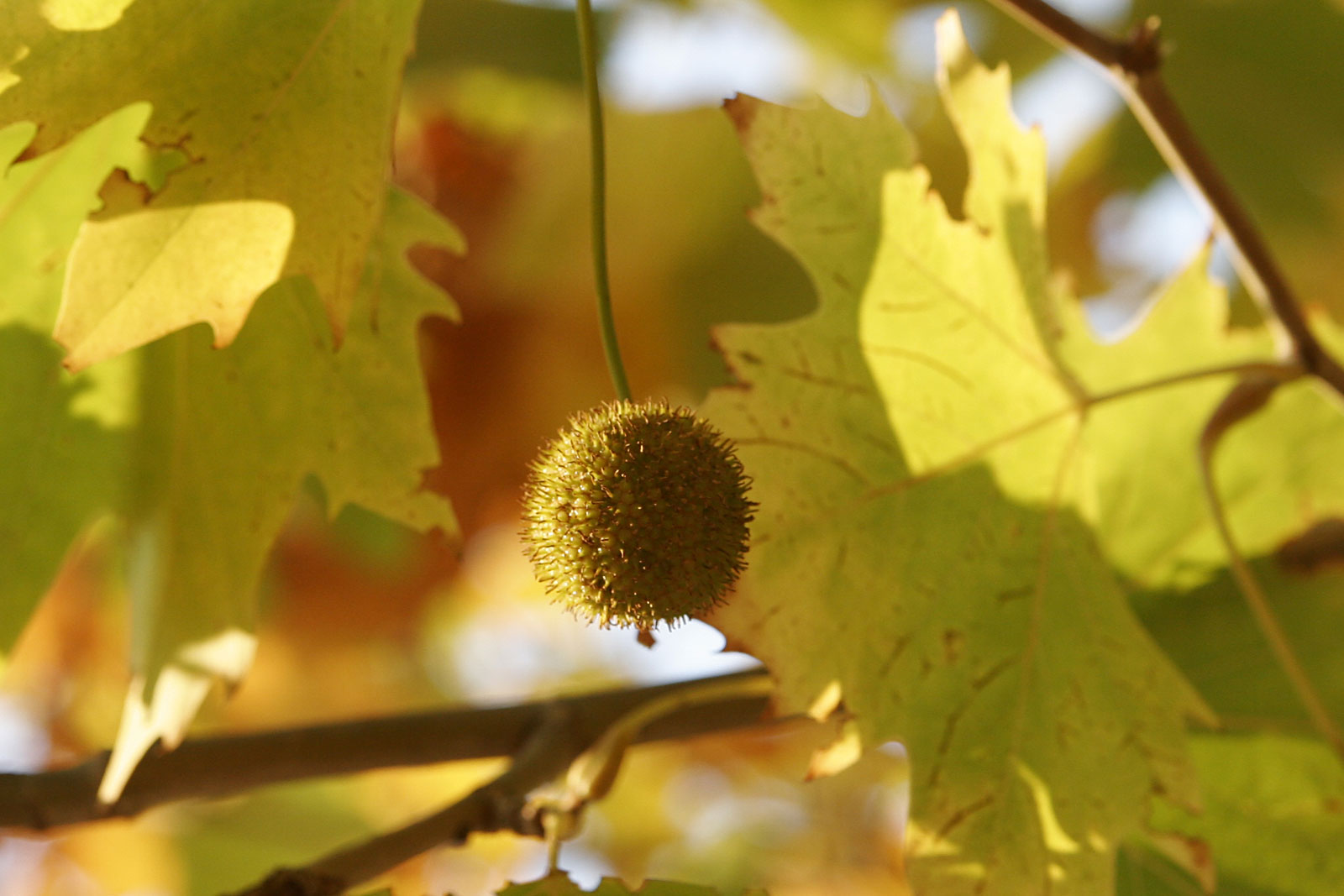
Poliantocarp del plàtan
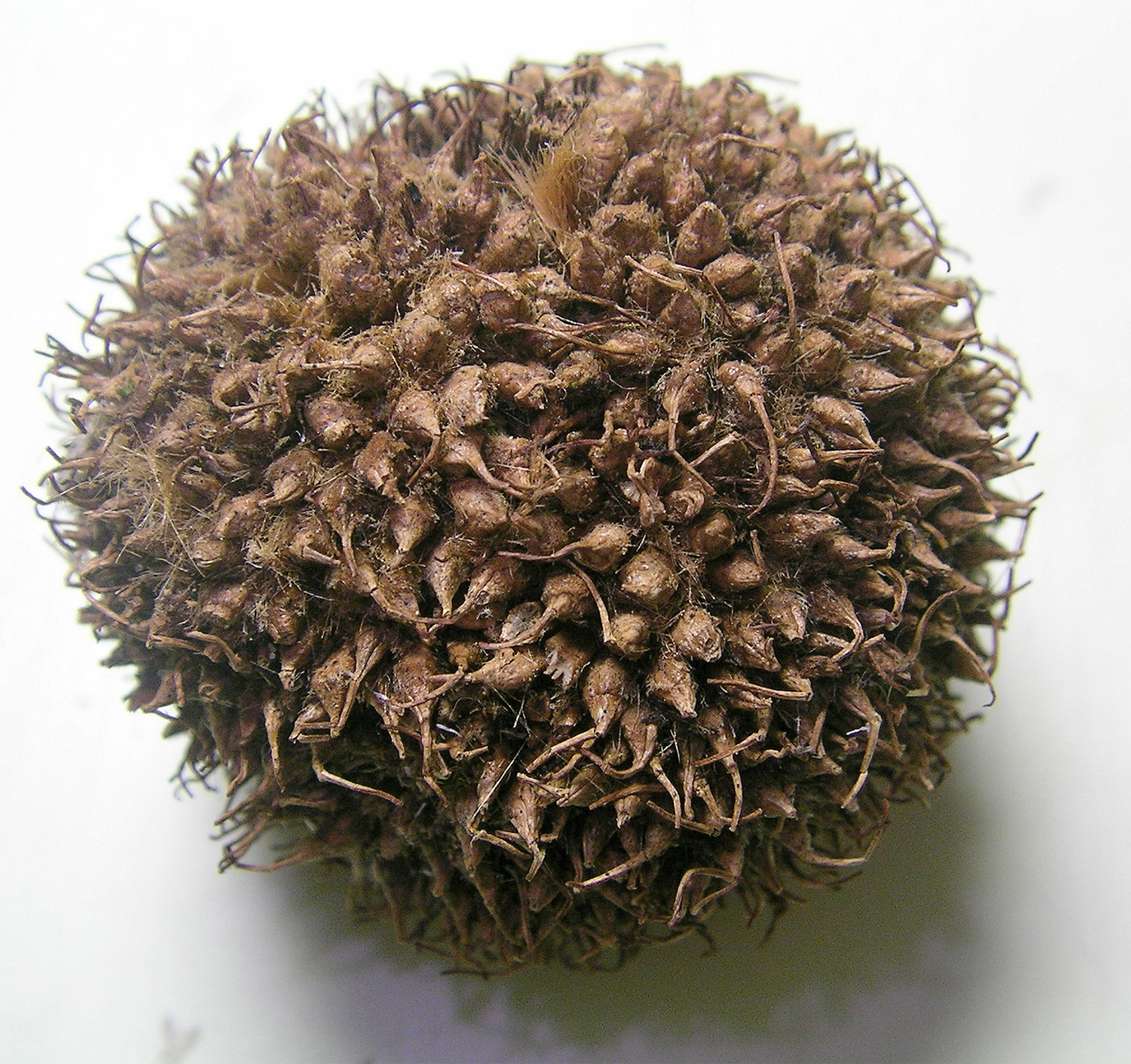
Detall del fruit globular (infructescència, en realitat)
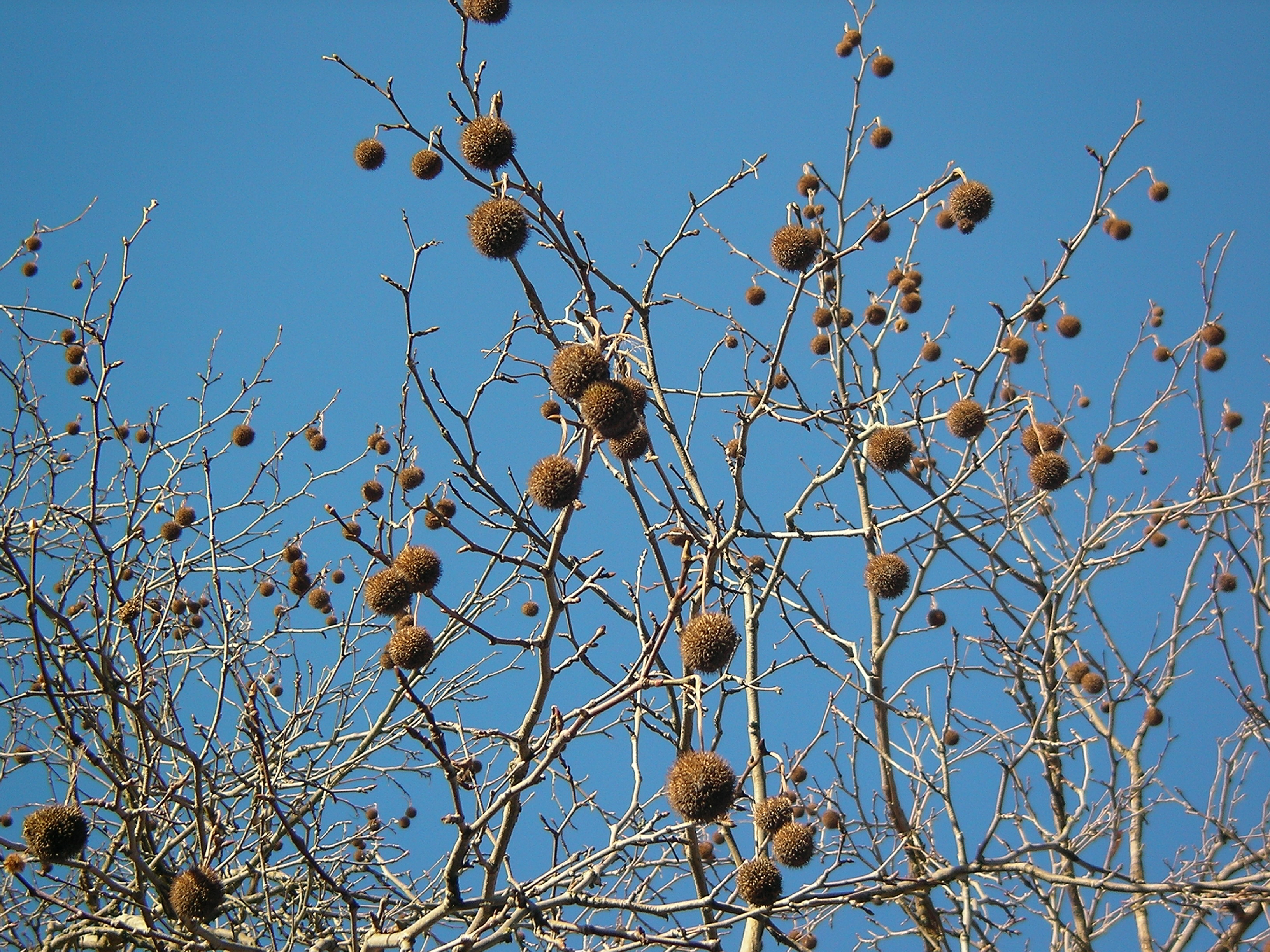
Els poliantocarps del plàtan es presenten en grups de fins a sis glòbuls